# Symphonie de Paris (Lancen)
Symphonie de Paris is een compositie voor harmonieorkest van de Franse componist Serge Lancen uit 1973. Het is geschreven in de opdracht van het Franse Ministerie voor Cultuur. De première van de compositie werd verzorgd door de Musique des Gardiens de la Paix onder leiding van Désiré Dondeyne op 27 februari 1973 in het Palais des Congrès in Parijs.
Het werk werd op langspeelplaat door het Orchestre d’Harmonie de la Police Nationale onder leiding van Pierre Bigot.